# Orignolles
Orignolles – miejscowość i gmina we Francji, w regionie Nowa Akwitania, w departamencie Charente-Maritime.
Według danych na rok 1990 gminę zamieszkiwały 653 osoby, a gęstość zaludnienia wynosiła 48 osób/km² (wśród 1467 gmin regionu Poitou-Charentes Orignolles plasuje się na 459. miejscu pod względem liczby ludności, natomiast pod względem powierzchni na miejscu 648.).